# Svetlana Krjučkova
Svetlana Valentinovna Krjučkova (in russo Светлана Валентиновна Крючкова?, nota anche come Svetlana Kryuchkova secondo la traslitterazione inglese; Lipeck, 21 febbraio 1985) è una pallavolista russa.
Gioca nel ruolo di libero nel Leningradka.

## Carriera
Svetlana Krjučkova inizia la sua carriera nel 2003 tra le file dello Stinol, squadra della sua città natale. Dopo aver giocato diverse stagioni nel club di casa da titolare, nel 2006 viene convocata per la prima volta nella nazionale russa. Nella sua prima estate in nazionale vince la medaglia d'argento al World Grand Prix 2006, ma soprattutto vince il campionato mondiale 2006, in finale contro il Brasile.
Nella stagione 2007-08 passa allo Zareč'e Odincovo, con cui, in tre stagioni, vince due campionati (2007-08, 2009-10) ed una Coppa di Russia (2007). Con la nazionale si laurea nuovamente campione del mondo nel torneo 2010.
Nell'annata 2010-11 viene ingaggiata dalla Dinamo Mosca, con cui si aggiudica la Coppa di Russia 2011, mentre nella stagione 2012-13 passa alla Dinamo Krasnodar, con la quale, in tre annate, vince due coppe nazionali, la Challenge Cup 2012-13 e due Coppe CEV; con la nazionale vince la medaglia d'oro al campionato europeo 2013 e quella di bronzo al World Grand Prix 2014.
Dopo un periodo di inattività rientra in campo nell'estate 2017 con la nazionale, mentre per la stagione 2017-18 si accasa all'Enisej, in Superliga, dove rimane per un anno e mezzo prima di trasferirsi, nei primi mesi del 2019, al Leningradka con cui disputa la seconda parte dell'annata 2018-19.

## Palmarès

### Club
- Campionato russo: 2

2007-08, 2009-10
- Coppa di Russia: 4

2007, 2011, 2014, 2015
- Coppa CEV: 2

2014-15, 2015-16
- Challenge Cup: 1

2012-13

### Nazionale (competizioni minori)
- Trofeo Valle d'Aosta 2008

### Premi individuali
- 2011 - Coppa di Russia: Miglior libero